# Nguyễn Thị Tâm
Nguyễn Thị Tâm (sinh 1994) là một nữ võ sĩ boxing Việt Nam, thi đấu ở hạng cân 51 kg.

## Quá trình thi đấu
Nguyễn Thị Tâm tham gia boxing vào năm 2009-2010, hiện là vận động viên thuộc Đoàn Hà Nội.
Năm 2019, Nguyễn Thị Tâm lần đầu tiên tham dự Đại hội Thể thao Đông Nam Á ở Philippines và đánh bại tay đấm nước chủ nhà Irish Magno trong trận chung kết hạng cân 51 kg của nữ.

## Danh hiệu
- Vô địch Boxing toàn quốc 2013: Huy chương đồng.
- Vô địch Boxing toàn quốc 2016: Huy chương bạc.
- Vô địch Boxing toàn quốc 2017: Huy chương vàng.[cần dẫn nguồn]
- Vô địch Boxing toàn quốc 2018: Huy chương vàng[cần dẫn nguồn]
- Vô địch Boxing toàn quốc 2019: Huy chương vàng.[4]
- Vô địch Boxing toàn quốc 2020: Huy chương vàng.[5]
- Asian Women Boxing Champion 2017: Huy chương vàng.[6]
- Giải vô địch Boxing toàn quốc (ĐHTTTQ) 2018: Huy chương vàng.[7]
- Giải boxing các ngôi sao châu Âu - châu Á 2019: Cúp vô địch.[8]
- Asian Women Boxing Champion 2019: Huy chương bạc.
- Đại hội Thể thao Đông Nam Á 2019: Huy chương vàng.[9]
- Đại hội thể thao Châu Á 2018: Huy chương Đồng
- Vô địch Boxing nữ thế giới 2019 : Xếp thứ 5